# Felisa Bonorino
Felisa Rosario Bonorino (Buenos Aires, Argentina; 18 de septiembre de 1908 - Ibídem, 29 de enero de 2002) fue una actriz de teatro, bailarina y vedette argentina. Su esposo fue el actor cómico Pedro Quartucci.

## Carrera
Felisa Bonorino se crio junto a sus hermanas Sara y Amalia en un humilde hogar de la capital federal de la provincia de Buenos Aires.
Se destacó como actriz de reparto y bailarina en teatro de revistas. Aprendió en oficio de bailarina a través del bailarín y coreógrafo del Teatro Maipo, Natalio Vitulli. Comenzó su carrera  en el teatro Avenida con la Compañía Miguel Ligero-Pozas como corista siendo menor de edad, por lo que tuvo que recurrir a un amigo policía que arregle el año de su nacimiento en la cédula. Con ellos realizó una gira a Rosario. Volvió a Buenos Aires para debutar junto a Eugenio Velasco en el  Teatro San Martín con su compañía española de revistas.
Trabajó también en el Teatro Porteño. En 1929, hizo junto con la "Gran Compañía de Sainetes Elías Alippi - Segundo Pomar"  la revista musical. Junto a Ivo Pelay hizo giras por todo el interior del país incluyendo la ciudad de Rosario y en el exterior en Montevideo, Uruguay.
En teatro integra en a fines de 1920 Gran Compañía de Comedias Musicales y Piezas de Gran Espectáculo dirigido por Ivo Pelay y Luis César Amadori con quien representó decenas de obras teatrales.
Con Manuel Romero y Luis Bayón Herrera hizo cine y teatro integrando el coro de Las Treinta Caras del Teatro Porteño, entre ellas Zoraida Corbani, Rosa Urbaneja, Meneca Taillade, Consuelo Salvador, Blanca Carly, Carmen Plá, Ana Odena, Blanca Pasquetti, Sara Echegoyen, Julia Estors, Ana Orquin, Clementina Sanz y Margarita Corban. En cine trabajó en la película Luces de Buenos Aires en 1931, junto a Carlos Gardel y Sofía Bozán, anunciada como una  de las "16 Bellezas Criollas del Teatro Nacional" .
Se retira al poco tiempo de conocer a Quartucci para dedicarse enteramente a su vida familiar.

## Vida privada
Viviendo hacía más de once años con el primer actor cómico Pedrito Quartucci,  quien la solía llamar Fela , adopta la hija de éste de nombre Nilda, como propia al fraguar la libreta matrimonial para "casarlos" con retroactividad por actuar del abogado Oscar Garzón Funes. Tiempo después su hijastra declararía que supo su verdadera identidad al descubrir que su verdadera madre no pudo haber sido otra que la también actriz Eva Duarte.
Casada con Quartucci por 53 años hasta la muerte de este acaecida el 20 de abril de 1983, Felisa Bonorino residió hasta su muerte en la Casa del Teatro.

## Filmografía
- 1931: Luces de Buenos Aires.

## Teatro
- 1925: Chevalier revista, Con la Compañía de Manuel Romero- Ivo Pelay- Luis Bayón Herrera, encabezado por el bailarín francés Maurice Chevalier y la vedette y cancionista  Sofía Bozán. Intergró en esta obra, Las Treinta Caras del Teatro Porteño.
- 1926: De la tierra a la luna, con Segundo Pomar y Felisa Mary.
- 1928: Juventud, divino tesoro, con Pierre Clarel y Azucena Maizani. En el elenco también estaban Ángela Cuenca, Perla Greco, Carmen Olmedo, Violeta Desmond, Victoria Cuenca y Lidia Desmond.[4]
- 1928: El paraíso de las mujeres.
- 1928: Vértigo.
- 1929: Lulú,  junto con Laura Pinillos, Vicente Climent, Pedro Quartucci, Victoria Pinillos, Amanda Las Heras, Ida Delmas y Manolo Rico, entre otros.[5]
- 1929: El cantar de los tangos.
- 1929: Yes.
- 1929: Bataclana.
- 1930: Nené.
- 1930: Cuando son tres.
- 1932: Viuda alegre, con la Compañía Argentina de Revistas de Luis César Amadori.